# 목포 보광사 석조석가여래좌상과 짓샘
보광사 석조석가여래좌상과 짓샘은 전라남도 목포시 죽교동에 있다. 2012년 5월 21일 목포시의 문화유산 제8호로 지정되었다.

## 개요
유달산 난공원의 좌측면 산자락에 자리하고 있다. 보광사는 1929년 10월 30일 박운계 (朴雲溪) 스님이 창건하였다. 법당 건물이 하나 밖에 없는 작은 절인데, 석조미륵상을  모시고 있다. 석조미륵상 밑에는 산고(産苦)에 효험이 있다는 ‘짓샘’이 있다.